# Kentarō Usuda
Kentarō Usuda (japanisch 薄田 健太郎 Usuda Kentarō; * 22. März 1999) ist ein japanischer Mittelstreckenläufer, der sich auf den 800-Meter-Lauf spezialisiert hat.

## Sportliche Laufbahn
Erste internationale Erfahrungen sammelte Kentarō Usuda im Jahr 2023, als er bei den Hallenasienmeisterschaften in Astana in 1:52,06 min den sechsten Platz über 800 Meter belegte.

## Persönliche Bestzeiten
- 800 Meter: 1:46,17 s, 3. Mai 2022 in Fukuroi
  - 800 Meter (Halle): 1:51,35 min, 10. Februar 2023 in Astana
- 1000 Meter: 2:18,69 min, 15. Oktober 2022 in Kōbe (japanischer Rekord)